# AMC 34
L'AMC 34 est un char de cavalerie fabriqué par le Renault. Après la fabrication de quelques prototype, le projet n'est pas accepté pour une production à grande échelle, étant considéré comme insuffisamment blindé.

## Développement et production

### Développement initial

#### Prototypes
Une douzaine de véhicules de pré-série sont équipés de la tourelle APX1, également utilisée par le char char B1 d'avant-guerre et équipée du canon 47 mm SA 34, et utilisée par le 4e régiment de cuirassiers en 1936 et 1937, avant d'être réarmé avec des tourelles de 20 mm et expédié vers les forces coloniales du protectorat français au Maroc. On pense qu'ils ont tous été remplacés par des Hotchkiss H39 et mis hors service fin 1939.

### Commande belge
La Belgique commanda pour équiper l'armée belge, le 13 septembre 1935, 25 caisses d'AMC 34 chez Renault, au prix unitaire de 360 000 francs français, et 25 tourelles chez APX. Après l'abandon du projet, elle utilisa les tourelles livrés pour des fortifications côtières.

## Dans la culture populaire

### Jeu vidéo
L'AMC 34 YR est jouable dans le jeu War Thunder, et est classé comme un char léger français de rang I, avec une côte de bataille de 1.0.